# Златна морска асцидия
Polycarpa aurata са вид едри асцидии от семейство Стиелидови (Styelidae).

## Разпространение
Видът е разпространен в тропическите източни части на Индийския океан и в западната част на Тихия океан. Ареалът му включва Филипините, Индонезия и Северна Австралия. Среща се на дълбочина от 5 до 50 метра.

## Описание
Достигат дължина до 15 cm и имат характерна ярка окраска в бяло, жълто и синьо.